# Ophisoma prorigerum
Ophisoma prorigerum és una espècie de peix pertanyent a la família dels còngrids i l'única del gènere Ophisoma.

## Descripció
- Pot arribar a fer 35 cm de llargària màxima.[2][3]

## Hàbitat
És un peix marí i batidemersal que viu entre 380 i 740 m de fondària.

## Distribució geogràfica
Es troba al Pacífic oriental: Costa Rica, Panamà i l'Equador.

## Observacions
És inofensiu per als humans.